# Danepteryx robusta
Danepteryx robusta är en insektsart som beskrevs av Doering 1940. Danepteryx robusta ingår i släktet Danepteryx och familjen sköldstritar. Inga underarter finns listade i Catalogue of Life.